# 2016 w grach komputerowych
| Skróty platform | Skróty platform                                  |
| --------------- | ------------------------------------------------ |
| DC              | Dreamcast                                        |
| Droid           | Android                                          |
| DS              | Nintendo DS                                      |
| GB              | Game Boy                                         |
| GBA             | Game Boy Advance                                 |
| GBC             | Game Boy Color                                   |
| GCN             | GameCube                                         |
| iOS             | iOS                                              |
| Lin             | komputer osobisty z systemem operacyjnym Linux   |
| Mac             | komputer osobisty Mac                            |
| N64             | Nintendo 64                                      |
| NS              | Nintendo Switch                                  |
| PC              | komputer osobisty                                |
| PS1             | PlayStation                                      |
| PS2             | PlayStation 2                                    |
| PS3             | PlayStation 3                                    |
| PS4             | PlayStation 4                                    |
| PS5             | PlayStation 5                                    |
| PSP             | PlayStation Portable                             |
| PSVita          | PlayStation Vita                                 |
| Wii             | Wii                                              |
| WiiU            | Wii U                                            |
| Win             | komputer osobisty z systemem operacyjnym Windows |
| X360            | Xbox 360                                         |
| XONE            | Xbox One                                         |
| Xbox            | Xbox                                             |
| XSX             | Xbox Series                                      |

Artykuł opisuje ważne wydarzenia w 2016 roku w branży gier komputerowych. Zobacz też: historia gier komputerowych.

## Wydarzenia
| Miesiąc | Dzień/Dni | Wydarzenie                                                         |
| ------- | --------- | ------------------------------------------------------------------ |
| Styczeń | 29–31     | PAX South 2016 w Henry B. Gonzalez Convention Center, San Antonio. |
| Luty    | 8         | Blizzard Entertainment świętowało swoje 25-lecie.                  |
| Marzec  | 2–6       | Game Developers Conference 2016 w San Francisco.                   |

## Wydane konsole
Lista konsol wydanych w 2016 roku.
| Miesiąc     | Dzień | Konsola             |
| ----------- | ----- | ------------------- |
| Czerwiec    | 13    | Xbox One S          |
| Październik | 15    | PlayStation 4 Slim  |
| Listopad    | 10    | PlayStation 4 Pro   |
| Listopad    | 11    | NES Classic Edition |

## Wydane gry
Lista gier, które zostały wydane w 2016.

### styczeń – marzec
| Miesiąc       | Dzień | Tytuł                                                       | Platformy                                    | Źródła  |
| ------------- | ----- | ----------------------------------------------------------- | -------------------------------------------- | ------- |
| S T Y C Z E Ń | 4     | Pony Island                                                 | Win, Mac, Lin                                | [ 7 ]   |
| S T Y C Z E Ń | 5     | Amplitude                                                   | PS4                                          | [ 8 ]   |
| S T Y C Z E Ń | 5     | Hardware: Rivals                                            | PS4                                          | [ 9 ]   |
| S T Y C Z E Ń | 5     | Volume                                                      | PSVita                                       | [ 10 ]  |
| S T Y C Z E Ń | 8     | Punch Club                                                  | Win                                          | [ 11 ]  |
| S T Y C Z E Ń | 8     | Lovely Planet                                               | XONE                                         | [ 12 ]  |
| S T Y C Z E Ń | 12    | Assassin’s Creed Chronicles: India                          | Win, PS4, XONE                               | [ 13 ]  |
| S T Y C Z E Ń | 12    | Heroes: Odrodzenie                                          | XONE                                         | [ 14 ]  |
| S T Y C Z E Ń | 12    | Gone Home: Console Edition                                  | PS4, XONE                                    | [ 15 ]  |
| S T Y C Z E Ń | 12    | Tharsis                                                     | Win, PS4                                     | [ 16 ]  |
| S T Y C Z E Ń | 12    | The Banner Saga                                             | PS4, XONE                                    | [ 17 ]  |
| S T Y C Z E Ń | 12    | That Dragon, Cancer                                         | Win, Mac                                     | [ 18 ]  |
| S T Y C Z E Ń | 15    | Dragon’s Dogma: Dark Arisen                                 | Win                                          | [ 19 ]  |
| S T Y C Z E Ń | 15    | Echoes Of Aetheria                                          | Win                                          | [ 20 ]  |
| S T Y C Z E Ń | 15    | Infra                                                       | Win                                          | [ 21 ]  |
| S T Y C Z E Ń | 15    | Oxenfree                                                    | Win, Mac, XONE                               | [ 22 ]  |
| S T Y C Z E Ń | 19    | Attractio                                                   | Win, PS4, Mac, Lin                           | [ 23 ]  |
| S T Y C Z E Ń | 19    | A Boy and His Blob                                          | Win, PS4, PSVita, XONE                       | [ 24 ]  |
| S T Y C Z E Ń | 19    | Blade & Soul                                                | Win                                          | [ 25 ]  |
| S T Y C Z E Ń | 19    | Darkest Dungeon                                             | Win, Mac                                     | [ 26 ]  |
| S T Y C Z E Ń | 19    | Heroes: Odrodzenie                                          | Win, PS4                                     | [ 14 ]  |
| S T Y C Z E Ń | 19    | Oddworld: New ’n’ Tasty!                                    | PSVita                                       | [ 27 ]  |
| S T Y C Z E Ń | 19    | Resident Evil Zero HD Remaster                              | Win, PS3, PS4, X360, XONE                    | [ 28 ]  |
| S T Y C Z E Ń | 19    | The Deadly Tower of Monsters                                | Win, PS4                                     | [ 29 ]  |
| S T Y C Z E Ń | 19    | World of Tanks                                              | PS4                                          | [ 30 ]  |
| S T Y C Z E Ń | 20    | Homeworld: Deserts of Kharak                                | Win                                          | [ 31 ]  |
| S T Y C Z E Ń | 21    | Minecraft: Story Mode: Episode 1 – The Order of the Stone   | WiiU                                         | [ 32 ]  |
| S T Y C Z E Ń | 21    | The Westport Independent                                    | Win                                          | [ 33 ]  |
| S T Y C Z E Ń | 21    | Yakuza Kiwami                                               | PS3, PS4                                     | [ 34 ]  |
| S T Y C Z E Ń | 21    | FNaF World                                                  | Win                                          | [ 35 ]  |
| S T Y C Z E Ń | 22    | Mario & Luigi: Paper Jam                                    | 3DS                                          | [ 36 ]  |
| S T Y C Z E Ń | 22    | Death by Game Show                                          | Win, Mac, Lin                                | [ 37 ]  |
| S T Y C Z E Ń | 26    | Final Fantasy Explorers                                     | 3DS                                          | [ 38 ]  |
| S T Y C Z E Ń | 26    | Lego Marvel’s Avengers                                      | Win, X360, XONE, PS3, PS4, PSVita, WiiU, 3DS | [ 39 ]  |
| S T Y C Z E Ń | 26    | The Witness                                                 | Win, PS4                                     | [ 40 ]  |
| S T Y C Z E Ń | 28    | Dragon Quest Builders                                       | PS3, PS4, PSVita                             | [ 41 ]  |
| S T Y C Z E Ń | 28    | Rise of the Tomb Raider                                     | Win                                          | [ 42 ]  |
| S T Y C Z E Ń | 28    | Imscared                                                    | Win                                          | [ 43 ]  |
| S T Y C Z E Ń | 29    | AIPD – Artificial Intelligence Police Department            | Win, PS4, XONE                               | [ 44 ]  |
| S T Y C Z E Ń | 29    | Bombshell                                                   | Win                                          | [ 45 ]  |
| S T Y C Z E Ń | 29    | Sébastien Loeb Rally Evo                                    | Win, PS4, XONE                               | [ 46 ]  |
| S T Y C Z E Ń | 29    | This War of Mine: The Little Ones                           | PS4, XONE                                    | [ 47 ]  |
| L U T Y       | 2     | American Truck Simulator                                    | Win, Mac, Lin                                | [ 48 ]  |
| L U T Y       | 2     | Cobalt                                                      | Win, X360, XONE                              | [ 49 ]  |
| L U T Y       | 2     | Digimon Story: Cyber Sleuth                                 | PS4, PSVita                                  | [ 50 ]  |
| L U T Y       | 2     | Dreii                                                       | Win, iOS, Android                            | [ 51 ]  |
| L U T Y       | 2     | Gravity Rush Remastered                                     | PS4                                          | [ 52 ]  |
| L U T Y       | 2     | Megadimension Neptunia VII                                  | PS4                                          | [ 53 ]  |
| L U T Y       | 2     | Not A Hero                                                  | PS4                                          | [ 54 ]  |
| L U T Y       | 2     | Sorcery!                                                    | Win, Mac                                     | [ 55 ]  |
| L U T Y       | 2     | Tales of Symphonia HD                                       | Win                                          | [ 56 ]  |
| L U T Y       | 3     | Fortified                                                   | Win, XONE                                    | [ 57 ]  |
| L U T Y       | 3     | Great Detective Pikachu                                     | 3DS                                          | [ 58 ]  |
| L U T Y       | 4     | Adventures of Mana                                          | iOS, Android                                 | [ 59 ]  |
| L U T Y       | 4     | Agatha Christie: The ABC Murders                            | Win, PS4, XONE                               | [ 60 ]  |
| L U T Y       | 5     | XCOM 2                                                      | Win, Mac, Lin                                | [ 61 ]  |
| L U T Y       | 9     | Arslan: The Warriors of Legend                              | Win, PS3, PS4, XONE                          | [ 62 ]  |
| L U T Y       | 9     | Assassin’s Creed Chronicles: Russia                         | Win, PS4, XONE                               | [ 13 ]  |
| L U T Y       | 9     | Assassin’s Creed Chronicles Trilogy Pack                    | Win, PS4, XONE                               | [ 13 ]  |
| L U T Y       | 9     | Dying Light: The Following                                  | Win, PS4, XONE                               | [ 63 ]  |
| L U T Y       | 9     | Final Fantasy IX                                            | iOS, Android                                 | [ 64 ]  |
| L U T Y       | 9     | Firewatch                                                   | Win, Mac, Lin, PS4                           | [ 65 ]  |
| L U T Y       | 9     | Lovers in a Dangerous Spacetime                             | PS4                                          | [ 66 ]  |
| L U T Y       | 9     | Naruto Shippuden: Ultimate Ninja Storm 4                    | Win, PS4, XONE                               | [ 67 ]  |
| L U T Y       | 9     | Unravel                                                     | Win, PS4, XONE                               | [ 68 ]  |
| L U T Y       | 10    | Shin Megami Tensei IV: Apocalypse                           | 3DS                                          | [ 69 ]  |
| L U T Y       | 10    | Valkyria Chronicles Remaster                                | PS4                                          | [ 70 ]  |
| L U T Y       | 11    | Grand Theft Auto: Liberty City Stories                      | Android                                      | [ 71 ]  |
| L U T Y       | 11    | Oddworld: New ’n’ Tasty                                     | WiiU                                         | [ 72 ]  |
| L U T Y       | 16    | Elite Dangerous: Arena                                      | Win                                          | [ 73 ]  |
| L U T Y       | 16    | Layers of Fear                                              | Win, PS4, XONE                               | [ 74 ]  |
| L U T Y       | 16    | Pillars of Eternity: The White March – Part 2               | Win                                          | [ 75 ]  |
| L U T Y       | 16    | Project X Zone 2                                            | 3DS                                          | [ 76 ]  |
| L U T Y       | 16    | Street Fighter V                                            | Win, PS4                                     | [ 77 ]  |
| L U T Y       | 16    | The Escapists: The Walking Dead                             | PS4                                          | [ 78 ]  |
| L U T Y       | 16    | Tron RUN/r                                                  | Win, PS4                                     | [ 79 ]  |
| L U T Y       | 17    | Californium                                                 | Win, Mac                                     | [ 80 ]  |
| L U T Y       | 17    | Rocket League                                               | XONE                                         | [ 81 ]  |
| L U T Y       | 18    | Danganronpa: Trigger Happy Havoc                            | Win                                          | [ 82 ]  |
| L U T Y       | 18    | Plague Inc: Evolved                                         | Win, Mac, Lin                                | [ 83 ]  |
| L U T Y       | 18    | I Am Setsuna                                                | PS4, PSVita                                  | [ 84 ]  |
| L U T Y       | 18    | Rayman                                                      | iOS                                          | [ 85 ]  |
| L U T Y       | 19    | Fire Emblem Fates                                           | 3DS                                          | [ 86 ]  |
| L U T Y       | 23    | Far Cry Primal                                              | PS4, XONE                                    | [ 87 ]  |
| L U T Y       | 23    | Hitman Go: Definitive Edition                               | Win, PS4, PSVita                             | [ 88 ]  |
| L U T Y       | 23    | Ninja Senki DX                                              | Win, PS4, PSVita                             | [ 89 ]  |
| L U T Y       | 23    | One Upon Light                                              | Win, Mac                                     | [ 90 ]  |
| L U T Y       | 23    | Plants vs. Zombies: Garden Warfare 2                        | Win, PS4, XONE                               | [ 91 ]  |
| L U T Y       | 23    | The Walking Dead: Michonne: Episode 1 – In Too Deep         | Win, PS3, PS4, X360, XONE                    | [ 92 ]  |
| L U T Y       | 24    | Disgaea PC                                                  | Win                                          | [ 93 ]  |
| L U T Y       | 24    | Bit.Trip Presents... Runner2: Future Legend of Rhythm Alien | PS4                                          | [ 94 ]  |
| L U T Y       | 24    | The Flame in the Flood                                      | Win, Mac, XONE                               | [ 95 ]  |
| L U T Y       | 24    | Hitman Go                                                   | PS4, PSVita                                  | [ 96 ]  |
| L U T Y       | 25    | Superhot                                                    | Win, Mac, Lin                                | [ 97 ]  |
| L U T Y       | 25    | Grim Dawn                                                   | Win                                          | [ 98 ]  |
| L U T Y       | 25    | Assassin’s Creed Identity                                   | iOS                                          | [ 99 ]  |
| L U T Y       | 26    | Stardew Valley                                              | Win                                          | [ 100 ] |
| L U T Y       | 26    | The Town of Light                                           | Win, Mac, Lin                                | [ 101 ] |
| L U T Y       | 26    | We Are The Dwarves                                          | Win, Mac, Lin                                | [ 102 ] |
| L U T Y       | 28    | Slashy Souls                                                | iOS                                          | [ 103 ] |
| L U T Y       | 29    | Soul Axiom                                                  | Win, Mac                                     | [ 104 ] |
| M A R Z E C   | 1     | Alekhine's Gun                                              | Win, PS4, XONE                               | [ 105 ] |
| M A R Z E C   | 1     | Broforce                                                    | PS4                                          | [ 106 ] |
| M A R Z E C   | 1     | Deponia Doomsday                                            | Win, PS4, XONE                               | [ 107 ] |
| M A R Z E C   | 1     | Far Cry Primal                                              | Win                                          | [ 108 ] |
| M A R Z E C   | 1     | Gears of War: Ultimate Edition                              | Win                                          | [ 109 ] |
| M A R Z E C   | 1     | Heavy Rain                                                  | PS4                                          | [ 110 ] |
| M A R Z E C   | 1     | The Witch and the Hundred Knight: Revival Edition           | PS4                                          | [ 111 ] |
| M A R Z E C   | 1     | Tron RUN/r                                                  | XONE                                         | [ 79 ]  |
| M A R Z E C   | 1     | Xblaze Code: Embryo                                         | Win                                          | [ 112 ] |
| M A R Z E C   | 2     | BlazBlue: Chrono Phantasma Extend                           | Win                                          | [ 113 ] |
| M A R Z E C   | 2     | Clash Royale                                                | Android, iOS                                 | [ 114 ] |
| M A R Z E C   | 3     | Black Desert Online                                         | Win                                          | [ 115 ] |
| M A R Z E C   | 3     | Bus Simulator 16                                            | Windows, MacOS                               | [ 116 ] |
| M A R Z E C   | 4     | Action Henk                                                 | PS4, XONE                                    | [ 117 ] |
| M A R Z E C   | 4     | Into the Stars                                              | Win                                          | [ 118 ] |
| M A R Z E C   | 4     | Momodora: Reverie Under the Moonlight                       | Win                                          | [ 119 ] |
| M A R Z E C   | 4     | The Legend of Zelda: Twilight Princess HD                   | WiiU                                         | [ 120 ] |
| M A R Z E C   | 8     | Kholat                                                      | PS4                                          | [ 121 ] |
| M A R Z E C   | 8     | Mind Zero                                                   | Win                                          | [ 122 ] |
| M A R Z E C   | 8     | Shardlight                                                  | Win                                          | [ 123 ] |
| M A R Z E C   | 8     | Tom Clancy’s The Division                                   | Win, PS4, XONE                               | [ 124 ] |
| M A R Z E C   | 9     | Teslagrad                                                   | XONE                                         | [ 125 ] |
| M A R Z E C   | 10    | Deathsmiles                                                 | Win                                          | [ 126 ] |
| M A R Z E C   | 10    | Moon Hunters                                                | Win                                          | [ 127 ] |
| M A R Z E C   | 10    | The Guest                                                   | Win                                          | [ 128 ] |
| M A R Z E C   | 11    | Hitman                                                      | Win, PS4, XONE                               | [ 129 ] |
| M A R Z E C   | 11    | WWE 2K16                                                    | Win                                          | [ 130 ] |
| M A R Z E C   | 15    | EA Sports UFC 2                                             | PS4, XONE                                    | [ 131 ] |
| M A R Z E C   | 15    | Need for Speed                                              | Win                                          | [ 132 ] |
| M A R Z E C   | 15    | Salt and Sanctuary                                          | PS4                                          | [ 133 ] |
| M A R Z E C   | 15    | Sheltered                                                   | Win, PS4, XONE                               | [ 134 ] |
| M A R Z E C   | 16    | Dungeon of the Endless                                      | XONE                                         | [ 135 ] |
| M A R Z E C   | 16    | Shadow Complex Remastered                                   | XONE                                         | [ 136 ] |
| M A R Z E C   | 16    | Shantae and the Pirate's Curse                              | XONE                                         | [ 137 ] |
| M A R Z E C   | 17    | Pharaoh Rebirth+                                            | Win                                          | [ 138 ] |
| M A R Z E C   | 18    | Mario & Sonic at the Rio 2016 Olympic Games                 | 3DS                                          | [ 139 ] |
| M A R Z E C   | 18    | Pokkén Tournament                                           | WiiU                                         | [ 140 ] |
| M A R Z E C   | 21    | Hyperdimension Neptunia U: Action Unleashed                 | Win                                          | [ 141 ] |
| M A R Z E C   | 21    | XCOM: Enemy Unknown                                         | PSVita                                       | [ 142 ] |
| M A R Z E C   | 22    | Catlateral Damage                                           | PS4                                          | [ 143 ] |
| M A R Z E C   | 22    | Day of the Tentacle Remastered                              | Win, Mac, Lin, PS4, PSVita                   | [ 144 ] |
| M A R Z E C   | 22    | République                                                  | Win, Mac, PS4, iOS, Android                  | [ 145 ] |
| M A R Z E C   | 22    | Stranger of Sword City                                      | XONE                                         | [ 146 ] |
| M A R Z E C   | 22    | Trackmania Turbo                                            | Win, PS4, XONE                               | [ 147 ] |
| M A R Z E C   | 23    | Way of the Samurai 3                                        | Win                                          | [ 148 ] |
| M A R Z E C   | 24    | Atari Vault                                                 | Win                                          | [ 149 ] |
| M A R Z E C   | 24    | Dead or Alive Xtreme 3                                      | PS4, PSVita                                  | [ 150 ] |
| M A R Z E C   | 24    | LostWinds                                                   | Win                                          | [ 151 ] |
| M A R Z E C   | 24    | LostWinds 2: Winter of the Melodias                         | Win                                          | [ 151 ] |
| M A R Z E C   | 24    | Samorost 3                                                  | Win, Mac                                     | [ 152 ] |
| M A R Z E C   | 24    | Slain!                                                      | Win                                          | [ 153 ] |
| M A R Z E C   | 25    | Hyrule Warriors Legends                                     | 3DS                                          | [ 154 ] |
| M A R Z E C   | 28    | Adrift                                                      | Oculus Rift                                  | [ 155 ] |
| M A R Z E C   | 28    | Adventure Time: Magic Man’s Head Games                      | Oculus Rift                                  | [ 156 ] |
| M A R Z E C   | 28    | Blazerush                                                   | Oculus Rift                                  | [ 156 ] |
| M A R Z E C   | 28    | Chronos                                                     | Oculus Rift                                  | [ 157 ] |
| M A R Z E C   | 28    | Dead Secret                                                 | Oculus Rift                                  | [ 156 ] |
| M A R Z E C   | 28    | Eve Gunjack                                                 | Oculus Rift                                  | [ 158 ] |
| M A R Z E C   | 28    | Eve: Valkyrie                                               | Oculus Rift                                  | [ 157 ] |
| M A R Z E C   | 28    | Fly to Kuma                                                 | Oculus Rift                                  | [ 156 ] |
| M A R Z E C   | 28    | Keep Talking and Nobody Explodes                            | Oculus Rift                                  | [ 156 ] |
| M A R Z E C   | 28    | Lucky's Tale                                                | Oculus Rift                                  | [ 158 ] |
| M A R Z E C   | 28    | Radial-G                                                    | Oculus Rift                                  | [ 156 ] |
| M A R Z E C   | 28    | Smashing the Battle                                         | Oculus Rift                                  | [ 156 ] |
| M A R Z E C   | 28    | Windlands                                                   | Oculus Rift                                  | [ 156 ] |
| M A R Z E C   | 29    | Killer Instinct: Season 3                                   | Win, XONE                                    | [ 159 ] |
| M A R Z E C   | 29    | Minecraft: Story Mode Episode 5 – Order Up!                 | Win, PS3, PS4, X360, XONE, iOS, Android      | [ 160 ] |
| M A R Z E C   | 29    | MLB 16: The Show                                            | PS3, PS4                                     | [ 161 ] |
| M A R Z E C   | 29    | NightCry                                                    | Win                                          | [ 162 ] |
| M A R Z E C   | 29    | Nights of Azure                                             | PS4                                          | [ 163 ] |
| M A R Z E C   | 29    | No Time to Explain                                          | PS4                                          | [ 164 ] |
| M A R Z E C   | 29    | Resident Evil 6                                             | PS4, XONE                                    | [ 165 ] |
| M A R Z E C   | 29    | The Walking Dead: Michonne: Episode 2 – Give No Shelter     | Win, PS3, PS4, X360, XONE                    | [ 92 ]  |
| M A R Z E C   | 29    | Trillion: God of Destruction                                | PSVita                                       | [ 166 ] |
| M A R Z E C   | 29    | Unepic                                                      | PS4, PSVita                                  | [ 167 ] |
| M A R Z E C   | 30    | Epistory – Typing Chronicles                                | Win, Mac, Lin                                | [ 168 ] |
| M A R Z E C   | 31    | Ashes of the Singularity                                    | Win                                          | [ 169 ] |
| M A R Z E C   | 31    | Hyper Light Drifter                                         | Win, Mac                                     | [ 170 ] |
| M A R Z E C   | 31    | Sleeping Dogs: Definitive Edition                           | Mac                                          | [ 171 ] |
| M A R Z E C   | 31    | Star Ocean: Integrity and Faithlessness                     | PS4                                          | [ 172 ] |

### kwiecień – czerwiec
| Miesiąc         | Dzień | Tytuł                                                   | Platformy                                     | Źródła  |
| --------------- | ----- | ------------------------------------------------------- | --------------------------------------------- | ------- |
| K W I E C I E Ń | 1     | Adam’s Venture: Origins                                 | Win, PS4, XONE                                | [ 173 ] |
| K W I E C I E Ń | 1     | Stikbold! A Dodgeball Adventure                         | Win                                           | [ 174 ] |
| K W I E C I E Ń | 5     | 1979 Revolution: Black Friday                           | Win, Mac                                      | [ 175 ] |
| K W I E C I E Ń | 5     | Assassin’s Creed Chronicles Trilogy Pack                | PSVita                                        | [ 13 ]  |
| K W I E C I E Ń | 5     | Dirt Rally                                              | PS4, XONE                                     | [ 176 ] |
| K W I E C I E Ń | 5     | Dead Star                                               | Win, PS4                                      | [ 177 ] |
| K W I E C I E Ń | 5     | Enter the Gungeon                                       | Win, Mac, Lin, PS4                            | [ 178 ] |
| K W I E C I E Ń | 5     | Job Simulator                                           | HTC Vive                                      | [ 179 ] |
| K W I E C I E Ń | 5     | Hover Junkers                                           | HTC Vive                                      | [ 180 ] |
| K W I E C I E Ń | 5     | Quantum Break                                           | Win, XONE                                     | [ 181 ] |
| K W I E C I E Ń | 5     | Skullgirls 2nd Encore                                   | PSVita                                        | [ 182 ] |
| K W I E C I E Ń | 5     | Sorcery! Part 3: The Seven Serpents                     | Win, Mac                                      | [ 183 ] |
| K W I E C I E Ń | 5     | Stikbold! A Dodgeball Adventure                         | PS4                                           | [ 174 ] |
| K W I E C I E Ń | 5     | The Gallery: Episode 1 – Call of the Starseed           | HTC Vive                                      | [ 184 ] |
| K W I E C I E Ń | 8     | Stikbold! A Dodgeball Adventure                         | XONE                                          | [ 174 ] |
| K W I E C I E Ń | 12    | Dark Souls III                                          | Win, PS4, XONE                                | [ 185 ] |
| K W I E C I E Ń | 12    | Ratchet & Clank                                         | PS4                                           | [ 186 ] |
| K W I E C I E Ń | 12    | Stories: The Path of Destinies                          | Win, PS4                                      | [ 187 ] |
| K W I E C I E Ń | 14    | Code of Princess                                        | Win                                           | [ 188 ] |
| K W I E C I E Ń | 14    | Everybody's Gone to the Rapture                         | Win                                           | [ 189 ] |
| K W I E C I E Ń | 14    | Final Fantasy IX                                        | Win                                           | [ 190 ] |
| K W I E C I E Ń | 14    | Phantasmal                                              | Win                                           | [ 191 ] |
| K W I E C I E Ń | 15    | Bravely Second: End Layer                               | 3DS                                           | [ 192 ] |
| K W I E C I E Ń | 18    | Battlezone 98 Redux                                     | Win                                           | [ 193 ] |
| K W I E C I E Ń | 18    | Danganronpa 2: Goodbye Despair                          | Win                                           | [ 194 ] |
| K W I E C I E Ń | 18    | Stephen's Sausage Roll                                  | Win, Mac, Lin                                 | [ 195 ] |
| K W I E C I E Ń | 19    | Axiom Verge                                             | PSVita                                        | [ 196 ] |
| K W I E C I E Ń | 19    | Invisible, Inc.                                         | PS4                                           | [ 197 ] |
| K W I E C I E Ń | 19    | KOI                                                     | PS4                                           | [ 198 ] |
| K W I E C I E Ń | 19    | Loud on Planet X                                        | Win, PS4                                      | [ 199 ] |
| K W I E C I E Ń | 19    | Melty Blood: Actress Again Current Code                 | Win                                           | [ 200 ] |
| K W I E C I E Ń | 19    | SpeedRunners                                            | Win                                           | [ 201 ] |
| K W I E C I E Ń | 19    | The Banner Saga 2                                       | Win, Mac                                      | [ 202 ] |
| K W I E C I E Ń | 20    | Masquerade: The Baubles of Doom                         | Win, PS4, PS3, XONE, X360                     | [ 203 ] |
| K W I E C I E Ń | 20    | Pollen                                                  | Win                                           | [ 204 ] |
| K W I E C I E Ń | 21    | Battlefleet Gothic: Armada                              | Win                                           | [ 205 ] |
| K W I E C I E Ń | 21    | Loud on Planet X                                        | iOS, Android                                  | [ 199 ] |
| K W I E C I E Ń | 21    | Rogue Stormers                                          | Win                                           | [ 206 ] |
| K W I E C I E Ń | 22    | Crown and Council                                       | Win                                           | [ 207 ] |
| K W I E C I E Ń | 22    | Rugby Challenge 3                                       | PS4, PS3, XONE, X360                          | [ 208 ] |
| K W I E C I E Ń | 22    | Star Fox Zero                                           | WiiU                                          | [ 209 ] |
| K W I E C I E Ń | 22    | Star Fox Guard                                          | WiiU                                          | [ 210 ] |
| K W I E C I E Ń | 26    | Alienation                                              | PS4                                           | [ 211 ] |
| K W I E C I E Ń | 26    | Hitman: Sapienza                                        | Win, PS4, XONE                                | [ 212 ] |
| K W I E C I E Ń | 26    | Hyperdevotion Noire: Goddess Black Heart                | Win                                           | [ 213 ] |
| K W I E C I E Ń | 26    | King’s Quest: Chapter 3 – Once Upon a Climb             | Win, PS4, PS3, XONE, X360                     | [ 214 ] |
| K W I E C I E Ń | 26    | Rocketbirds 2: Evolution                                | PS4, PSVita                                   | [ 215 ] |
| K W I E C I E Ń | 26    | Sega 3D Classics Collection                             | 3DS                                           | [ 216 ] |
| K W I E C I E Ń | 26    | Severed                                                 | PSVita                                        | [ 217 ] |
| K W I E C I E Ń | 26    | Stranger of Sword City                                  | PSVita                                        | [ 218 ] |
| K W I E C I E Ń | 26    | The Walking Dead: Michonne: Episode 3 – What We Deserve | Win, PS3, PS4, X360, XONE, iOS, Android       | [ 219 ] |
| K W I E C I E Ń | 28    | Mini Mario & Friends: Amiibo Challenge                  | 3DS, WiiU                                     | [ 220 ] |
| K W I E C I E Ń | 28    | Lost Reavers                                            | WiiU                                          | [ 221 ] |
| K W I E C I E Ń | 28    | Offworld Trading Company                                | Win, Mac                                      | [ 222 ] |
| K W I E C I E Ń | 28    | Angry Birds Action!                                     | Android, iOS                                  | [ 223 ] |
| K W I E C I E Ń | 29    | DC Universe Online                                      | XONE                                          | [ 224 ] |
| M A J           | 3     | Battleborn                                              | Win, PS4, XONE                                | [ 225 ] |
| M A J           | 3     | Ray Gigant                                              | PSVita                                        | [ 226 ] |
| M A J           | 3     | Shadow Complex Remastered                               | Win, PS4                                      | [ 136 ] |
| M A J           | 3     | Superhot                                                | XONE                                          | [ 227 ] |
| M A J           | 3     | The Park                                                | PS4, XONE                                     | [ 228 ] |
| M A J           | 5     | Kathy Rain                                              | Win, Mac                                      | [ 229 ] |
| M A J           | 5     | Uncharted: Fortune Hunter                               | iOS, Android                                  | [ 230 ] |
| M A J           | 9     | Stellaris                                               | Win, Mac, Lin                                 | [ 231 ] |
| M A J           | 10    | TASTEE: Lethal Tactics                                  | Win                                           | [ 232 ] |
| M A J           | 10    | Uncharted 4: A Thief's End                              | PS4                                           | [ 233 ] |
| M A J           | 11    | Raiden V                                                | XONE                                          | [ 234 ] |
| M A J           | 12    | Final Fantasy X/X-2 HD Remaster                         | Win                                           | [ 235 ] |
| M A J           | 12    | Goliath                                                 | Win, Mac                                      | [ 236 ] |
| M A J           | 12    | Super Meat Boy                                          | WiiU                                          | [ 237 ] |
| M A J           | 13    | Doom                                                    | Win, PS4, XONE                                | [ 238 ] |
| M A J           | 13    | Disney Art Academy                                      | 3DS                                           | [ 239 ] |
| M A J           | 16    | Smashing the Battle                                     | Win                                           | [ 240 ] |
| M A J           | 17    | Homefront: The Revolution                               | Win, PS4, XONE                                | [ 241 ] |
| M A J           | 17    | Salt and Sanctuary                                      | Win                                           | [ 242 ] |
| M A J           | 17    | Shadow of the Beast                                     | PS4                                           | [ 243 ] |
| M A J           | 17    | Shadwen                                                 | Win, PS4                                      | [ 244 ] |
| M A J           | 17    | Soft Body                                               | Win, PS4                                      | [ 245 ] |
| M A J           | 17    | Valkyria Chronicles Remastered                          | PS4                                           | [ 246 ] |
| M A J           | 18    | Duskers                                                 | Win                                           | [ 247 ] |
| M A J           | 18    | htoL#NiQ: The Firefly Diary                             | Win                                           | [ 248 ] |
| M A J           | 19    | Lastfight                                               | Win                                           | [ 249 ] |
| M A J           | 19    | Sengoku Jidai: Shadow of the Shogun                     | Win                                           | [ 250 ] |
| M A J           | 19    | Time Machine VR                                         | HTC Vive, Oculus Rift                         | [ 251 ] |
| M A J           | 24    | Not A Hero                                              | XONE                                          | [ 252 ] |
| M A J           | 24    | OlliOlli2: Welcome to Olliwood                          | XONE                                          | [ 252 ] |
| M A J           | 24    | Overwatch                                               | Win, PS4, XONE                                | [ 253 ] |
| M A J           | 24    | Teenage Mutant Ninja Turtles: Mutants in Manhattan      | Win, PS4, PS3, XONE, X360                     | [ 254 ] |
| M A J           | 24    | Total War: Warhammer                                    | Win                                           | [ 255 ] |
| M A J           | 26    | OmniBus                                                 | Win                                           | [ 256 ] |
| M A J           | 26    | Table Top Racing: World Tour                            | Win                                           | [ 257 ] |
| M A J           | 31    | Dead Island: Definitive Edition                         | Win, PS4, XONE                                | [ 258 ] |
| M A J           | 31    | Hitman: Marrakesh                                       | Win, PS4, XONE                                | [ 259 ] |
| M A J           | 31    | One Piece: Burning Blood                                | PS4, PSVita, XONE                             | [ 260 ] |
| M A J           | 31    | Smite                                                   | PS4                                           | [ 261 ] |
| C Z E R W I E C | 1     | Pool Nation VR                                          | HTC Vive                                      | [ 262 ] |
| C Z E R W I E C | 1     | Senran Kagura Shinovi Versus                            | Win                                           | [ 263 ] |
| C Z E R W I E C | 1     | TurnOn                                                  | Win, Mac, XONE                                | [ 264 ] |
| C Z E R W I E C | 2     | Brigador                                                | Win, Mac, Lin                                 | [ 265 ] |
| C Z E R W I E C | 3     | Assetto Corsa                                           | PS4, XONE                                     | [ 266 ] |
| C Z E R W I E C | 3     | Dangerous Golf                                          | Win, PS4, XONE                                | [ 267 ] |
| C Z E R W I E C | 3     | Hard Reset Redux                                        | Win, PS4, XONE                                | [ 268 ] |
| C Z E R W I E C | 6     | Hearts of Iron IV                                       | Win, Mac, Lin                                 | [ 231 ] |
| C Z E R W I E C | 6     | Edge of Nowhere                                         | Oculus Rift                                   | [ 269 ] |
| C Z E R W I E C | 7     | Atelier Sophie: The Alchemist of the Mysterious Book    | PSVita, PS4                                   | [ 270 ] |
| C Z E R W I E C | 7     | Guilty Gear Xrd -Revelator-                             | PS3, PS4                                      | [ 271 ] |
| C Z E R W I E C | 7     | Mirror's Edge Catalyst                                  | Win, PS4, XONE                                | [ 272 ] |
| C Z E R W I E C | 7     | Odin Sphere Leifthrasir                                 | PS3, PS4, PSVita                              | [ 273 ] |
| C Z E R W I E C | 7     | SteamWorld Heist HD                                     | Win, Mac, Lin, PS4, PSVita                    | [ 274 ] |
| C Z E R W I E C | 7     | The Solus Project                                       | Win, XONE                                     | [ 275 ] |
| C Z E R W I E C | 10    | Kirby: Planet Robobot                                   | 3DS                                           | [ 276 ] |
| C Z E R W I E C | 10    | Sherlock Holmes: The Devil’s Daughter                   | Win                                           | [ 277 ] |
| C Z E R W I E C | 13    | Trials of the Blood Dragon                              | Win, PS4, XONE                                | [ 278 ] |
| C Z E R W I E C | 14    | Dead by Daylight                                        | Win                                           | [ 279 ] |
| C Z E R W I E C | 17    | Dreamfall Chapters: Book 5 – Redux                      | Win, Mac, Lin                                 | [ 280 ] |
| C Z E R W I E C | 21    | Asemblance                                              | Win, PS4                                      | [ 281 ] |
| C Z E R W I E C | 21    | Deadlight: Director’s Cut                               | Win, PS4, XONE                                | [ 282 ] |
| C Z E R W I E C | 21    | Mighty No. 9                                            | Win, Mac, Lin, PS3, PS4, Xbox 360, XONE, WiiU | [ 283 ] |
| C Z E R W I E C | 21    | Pac-Man 256                                             | Win, PS4, XONE                                | [ 284 ] |
| C Z E R W I E C | 21    | Umbrella Corps                                          | Win, PS4                                      | [ 285 ] |
| C Z E R W I E C | 21    | VA-11 HALL-A                                            | Win, Mac, Lin                                 | [ 286 ] |
| C Z E R W I E C | 24    | Mario & Sonic at the Rio 2016 Olympic Games             | WiiU                                          | [ 287 ] |
| C Z E R W I E C | 24    | Tokyo Mirage Sessions ♯FE                               | WiiU                                          | [ 288 ] |
| C Z E R W I E C | 28    | 7 Days to Die                                           | PS4, XONE                                     | [ 289 ] |
| C Z E R W I E C | 28    | God Eater: Resurrection                                 | PS4, PSVita                                   | [ 290 ] |
| C Z E R W I E C | 28    | Grand Kingdom                                           | PS4, PSVita                                   | [ 291 ] |
| C Z E R W I E C | 28    | JoJo's Bizarre Adventure: Eyes of Heaven                | PS4                                           | [ 292 ] |
| C Z E R W I E C | 28    | Lego Gwiezdne wojny: Przebudzenie Mocy                  | Win, X360, XONE, PS3, PS4, PSVita, WiiU, 3DS  | [ 293 ] |
| C Z E R W I E C | 28    | Prison Architect                                        | PS4, XONE                                     | [ 294 ] |
| C Z E R W I E C | 28    | Resident Evil 5                                         | PS4, XONE                                     | [ 295 ] |
| C Z E R W I E C | 28    | Star Ocean: Integrity and Faithlessness                 | PS4                                           | [ 296 ] |
| C Z E R W I E C | 28    | Terraria                                                | WiiU                                          | [ 297 ] |
| C Z E R W I E C | 28    | The Technomancer                                        | Win, PS4, XONE                                | [ 298 ] |
| C Z E R W I E C | 28    | Zero Time Dilemma                                       | PSVita, 3DS                                   | [ 299 ] |
| C Z E R W I E C | 29    | Inside                                                  | XONE                                          | [ 300 ] |
| C Z E R W I E C | 29    | Lost Sea                                                | XONE                                          | [ 301 ] |
| C Z E R W I E C | 30    | BoxBoxBoy!                                              | 3DS                                           | [ 302 ] |
| C Z E R W I E C | 30    | Crypt of the Necrodancer Pocket Edition                 | iOS                                           | [ 303 ] |
| C Z E R W I E C | 30    | Super Robot Wars Original Generation: The Moon Dwellers | PS3, PS4                                      | [ 304 ] |
| C Z E R W I E C | 30    | Zero Time Dilemma                                       | Win                                           | [ 305 ] |

### lipiec – wrzesień
| Miesiąc         | Dzień | Tytuł                                                       | Platformy                                    | Źródła  |
| --------------- | ----- | ----------------------------------------------------------- | -------------------------------------------- | ------- |
| L I P I E C     | 1     | Hawken                                                      | XONE                                         | [ 306 ] |
| L I P I E C     | 1     | The Banner Saga 2                                           | XONE                                         | [ 307 ] |
| L I P I E C     | 5     | Lost Sea                                                    | Win, PS4                                     | [ 301 ] |
| L I P I E C     | 5     | Furi                                                        | Win, PS4                                     | [ 308 ] |
| L I P I E C     | 5     | Megadimension Neptunia VII                                  | Win                                          | [ 309 ] |
| L I P I E C     | 5     | Romance of the Three Kingdoms 13                            | Win, PS4                                     | [ 310 ] |
| L I P I E C     | 5     | The Banner Saga 2                                           | PS4                                          | [ 307 ] |
| L I P I E C     | 5     | Tekken 7 (Fated Retribution)                                | ARC                                          | [ 311 ] |
| L I P I E C     | 6     | Pokémon Go                                                  | iOS, Android                                 | [ 312 ] |
| L I P I E C     | 7     | Inside                                                      | Win                                          | [ 300 ] |
| L I P I E C     | 8     | Carmageddon: Max Damage                                     | PS4, XONE                                    | [ 313 ] |
| L I P I E C     | 8     | Hawken                                                      | PS4                                          | [ 306 ] |
| L I P I E C     | 12    | 7th Dragon III Code: VFD                                    | 3DS                                          | [ 314 ] |
| L I P I E C     | 12    | Anarcute                                                    | Win                                          | [ 315 ] |
| L I P I E C     | 12    | Assault Suit Leynos                                         | PS4                                          | [ 316 ] |
| L I P I E C     | 12    | Ghostbusters                                                | Win, PS4, XONE                               | [ 317 ] |
| L I P I E C     | 12    | Kerbal Space Program                                        | PS4                                          | [ 318 ] |
| L I P I E C     | 12    | Mobile Suit Gundam: Extreme VS Force                        | PSVita                                       | [ 319 ] |
| L I P I E C     | 12    | Necropolis                                                  | Win, Mac, Lin                                | [ 320 ] |
| L I P I E C     | 12    | Poly Bridge                                                 | Win, Mac, Lin                                | [ 321 ] |
| L I P I E C     | 12    | Song of the Deep                                            | Win, PS4, XONE                               | [ 269 ] |
| L I P I E C     | 12    | Tumblestone                                                 | Win, PS4, WiiU                               | [ 322 ] |
| L I P I E C     | 12    | Under Night In-Birth Exe:Late                               | Win                                          | [ 323 ] |
| L I P I E C     | 12    | Videoball                                                   | Win, PS4, XONE                               | [ 324 ] |
| L I P I E C     | 14    | Batman: Arkham Underworld                                   | iOS                                          | [ 325 ] |
| L I P I E C     | 14    | Fallout Shelter                                             | Win                                          | [ 326 ] |
| L I P I E C     | 14    | Push Me Pull You                                            | Win, Mac, Lin                                | [ 327 ] |
| L I P I E C     | 15    | Adr1ft                                                      | PS4                                          | [ 328 ] |
| L I P I E C     | 15    | Monster Hunter Generations                                  | 3DS                                          | [ 329 ] |
| L I P I E C     | 15    | Obliteracers                                                | PS4, XONE                                    | [ 330 ] |
| L I P I E C     | 16    | Tumblestone                                                 | XONE                                         | [ 322 ] |
| L I P I E C     | 18    | Earth Defense Force 4.1: The Shadow of New Despair          | Win                                          | [ 331 ] |
| L I P I E C     | 19    | 10 Second Ninja X                                           | Win, PS4, XONE, PSVita                       | [ 332 ] |
| L I P I E C     | 19    | Aegis of Earth: Protonovus Assault                          | Win                                          | [ 333 ] |
| L I P I E C     | 19    | I Am Setsuna                                                | Win, PS4                                     | [ 334 ] |
| L I P I E C     | 19    | Kentucky Route Zero Act 4                                   | Win                                          | [ 335 ] |
| L I P I E C     | 19    | Sword Coast Legends                                         | PS4, XONE                                    | [ 336 ] |
| L I P I E C     | 19    | The Assembly                                                | Win, Oculus Rift, HTC Vive                   | [ 337 ] |
| L I P I E C     | 22    | Death Road To Canada                                        | Win, Mac, Lin                                | [ 338 ] |
| L I P I E C     | 22    | Human Fall Flat                                             | Win                                          | [ 339 ] |
| L I P I E C     | 22    | Starbound                                                   | Win, Mac, Lin                                | [ 340 ] |
| L I P I E C     | 25    | Phantom Brave PC                                            | Win                                          | [ 341 ] |
| L I P I E C     | 25    | Quadrilateral Cowboy                                        | Win                                          | [ 342 ] |
| L I P I E C     | 26    | A.W.: Phoenix Festa                                         | PSVita                                       | [ 343 ] |
| L I P I E C     | 26    | Fairy Fencer F: Advent Dark Force                           | PS4                                          | [ 344 ] |
| L I P I E C     | 26    | Headlander                                                  | Win, PS4                                     | [ 345 ] |
| L I P I E C     | 26    | Minecraft: Story Mode Episode 7 – Access Denied             | Win, PS3, PS4, X360, XONE, iOS, Android      | [ 346 ] |
| L I P I E C     | 26    | Hyper Light Drifter                                         | PS4, XONE                                    | [ 347 ] |
| L I P I E C     | 26    | Marvel: Ultimate Alliance                                   | Win, PS4, XONE                               | [ 348 ] |
| L I P I E C     | 26    | Marvel: Ultimate Alliance 2                                 | Win, PS4, XONE                               | [ 348 ] |
| L I P I E C     | 26    | Mutant Mudds: Super Challenge                               | Win, PS4, PSVita                             | [ 349 ] |
| L I P I E C     | 28    | Blade Arcus from Shining EX                                 | Win                                          | [ 350 ] |
| L I P I E C     | 28    | Toukiden 2                                                  | PS3, PS4, PSVita                             | [ 351 ] |
| L I P I E C     | 29    | Stardew Valley                                              | Mac, Lin                                     | [ 352 ] |
| S I E R P I E Ń | 2     | Abzû                                                        | Win, PS4                                     | [ 353 ] |
| S I E R P I E Ń | 2     | Batman: The Telltale Series – Episode 1: Realm of Shadows   | Win, Mac, PS3, PS4, X360, XONE, iOS, Android | [ 354 ] |
| S I E R P I E Ń | 2     | This Is The Police                                          | Win                                          | [ 355 ] |
| S I E R P I E Ń | 2     | Tricky Towers                                               | Win, PS4                                     | [ 356 ] |
| S I E R P I E Ń | 3     | Mobius Final Fantasy                                        | iOS, Android                                 | [ 357 ] |
| S I E R P I E Ń | 3     | Overcooked                                                  | Win, PS4, XONE                               | [ 358 ] |
| S I E R P I E Ń | 4     | Etrian Odyssey V                                            | 3DS                                          | [ 359 ] |
| S I E R P I E Ń | 5     | Little King’s Story                                         | Win                                          | [ 360 ] |
| S I E R P I E Ń | 8     | Transformers: Fall of Cybertron                             | PS4, XONE                                    | [ 361 ] |
| S I E R P I E Ń | 9     | Bears Can’t Drift?!                                         | Win, PS4                                     | [ 362 ] |
| S I E R P I E Ń | 9     | Blade Ballet                                                | Win, PS4                                     | [ 363 ] |
| S I E R P I E Ń | 9     | Brutal                                                      | PS4                                          | [ 364 ] |
| S I E R P I E Ń | 9     | Caladrius Blaze                                             | PS4                                          | [ 365 ] |
| S I E R P I E Ń | 9     | Heart&Slash                                                 | Win, Mac, Lin                                | [ 366 ] |
| S I E R P I E Ń | 9     | No Man’s Sky                                                | PS4                                          | [ 367 ] |
| S I E R P I E Ń | 9     | Uno                                                         | Win, PS4, XONE                               | [ 368 ] |
| S I E R P I E Ń | 10    | Ray Gigant                                                  | Win                                          | [ 369 ] |
| S I E R P I E Ń | 11    | Meridian Squad 22                                           | Win                                          | [ 370 ] |
| S I E R P I E Ń | 11    | Reigns                                                      | Win, iOS, Android                            | [ 371 ] |
| S I E R P I E Ń | 11    | Xblaze: Lost Memories                                       | Win                                          | [ 372 ] |
| S I E R P I E Ń | 12    | No Man’s Sky                                                | Win                                          | [ 367 ] |
| S I E R P I E Ń | 16    | Absolute Drift: Zen Edition                                 | Win, PS4                                     | [ 373 ] |
| S I E R P I E Ń | 16    | Bound                                                       | PS4                                          | [ 374 ] |
| S I E R P I E Ń | 16    | Conception II: Children of the Seven Stars                  | Win                                          | [ 375 ] |
| S I E R P I E Ń | 16    | Grow Up                                                     | Win, PS4, XONE                               | [ 376 ] |
| S I E R P I E Ń | 16    | Hitman: Bangkok                                             | Win, PS4, XONE                               | [ 377 ] |
| S I E R P I E Ń | 16    | The Huntsman: Winter’s Curse                                | PS4                                          | [ 378 ] |
| S I E R P I E Ń | 16    | Inversus                                                    | Win, PS4                                     | [ 379 ] |
| S I E R P I E Ń | 18    | Deus Ex Go                                                  | iOS, Android                                 | [ 380 ] |
| S I E R P I E Ń | 18    | Okhlos                                                      | Win, Mac, Lin                                | [ 381 ] |
| S I E R P I E Ń | 18    | Savage Resurrection                                         | Win                                          | [ 382 ] |
| S I E R P I E Ń | 18    | Tales of Berseria                                           | PS4, PS3                                     | [ 383 ] |
| S I E R P I E Ń | 18    | The Girl and the Robot                                      | Win                                          | [ 384 ] |
| S I E R P I E Ń | 19    | F1 2016                                                     | Win, PS4, XONE                               | [ 385 ] |
| S I E R P I E Ń | 19    | Metroid Prime: Federation Force                             | 3DS                                          | [ 386 ] |
| S I E R P I E Ń | 19    | Style Savvy: Fashion Forward                                | 3DS                                          | [ 387 ] |
| S I E R P I E Ń | 22    | Tempest                                                     | Win, Mac                                     | [ 388 ] |
| S I E R P I E Ń | 23    | Alone with You                                              | PS4, PSVita                                  | [ 389 ] |
| S I E R P I E Ń | 23    | Deus Ex: Mankind Divided                                    | Win, PS4, XONE                               | [ 390 ] |
| S I E R P I E Ń | 23    | Hue                                                         | Win, PS4, PSVita, XONE                       | [ 391 ] |
| S I E R P I E Ń | 23    | Inside                                                      | PS4                                          | [ 392 ] |
| S I E R P I E Ń | 23    | Madden NFL 17                                               | PS3, PS4, X360, XONE                         | [ 393 ] |
| S I E R P I E Ń | 23    | Metrico+                                                    | Win, PS4, XONE                               | [ 394 ] |
| S I E R P I E Ń | 23    | The King of Fighters XIV                                    | PS4                                          | [ 395 ] |
| S I E R P I E Ń | 23    | Worms W.M.D                                                 | Win, PS4, XONE                               | [ 396 ] |
| S I E R P I E Ń | 24    | Obduction                                                   | Win, Mac, Oculus Rift                        | [ 397 ] |
| S I E R P I E Ń | 24    | Valley                                                      | Win, PS4, XONE                               | [ 398 ] |
| S I E R P I E Ń | 25    | Master of Orion: Conquer the Stars                          | Win, Mac, Lin                                | [ 399 ] |
| S I E R P I E Ń | 25    | Mugen Souls Z                                               | Win                                          | [ 400 ] |
| S I E R P I E Ń | 25    | N++                                                         | Win                                          | [ 401 ] |
| S I E R P I E Ń | 25    | Pan-Pan                                                     | Win                                          | [ 402 ] |
| S I E R P I E Ń | 26    | Steins;Gate 0                                               | Win                                          | [ 403 ] |
| S I E R P I E Ń | 30    | Armello                                                     | XONE                                         | [ 404 ] |
| S I E R P I E Ń | 30    | Assault Suit Leynos                                         | Win                                          | [ 405 ] |
| S I E R P I E Ń | 30    | Attack on Titan                                             | Win, PS4, PS3, PSVita, XONE                  | [ 406 ] |
| S I E R P I E Ń | 30    | Champions of Anteria                                        | Win                                          | [ 407 ] |
| S I E R P I E Ń | 30    | Hatsune Miku: Project DIVA X                                | PS4, PSVita                                  | [ 408 ] |
| S I E R P I E Ń | 30    | God Eater: Resurrection                                     | Win                                          | [ 290 ] |
| S I E R P I E Ń | 30    | God Eater 2: Rage Burst                                     | Win, PS4, PSVita                             | [ 290 ] |
| S I E R P I E Ń | 30    | One Way Trip                                                | PS4                                          | [ 409 ] |
| S I E R P I E Ń | 30    | Resident Evil 4                                             | PS4, XONE                                    | [ 410 ] |
| S I E R P I E Ń | 30    | Strike Vector EX                                            | PS4                                          | [ 411 ] |
| S I E R P I E Ń | 30    | The Final Station                                           | Win, PS4, XONE                               | [ 412 ] |
| S I E R P I E Ń | 30    | The Turing Test                                             | Win, XONE                                    | [ 413 ] |
| S I E R P I E Ń | 30    | Verdun                                                      | PS4, XONE                                    | [ 414 ] |
| S I E R P I E Ń | 30    | World of Warcraft: Legion                                   | Win, Mac                                     | [ 415 ] |
| S I E R P I E Ń | 31    | Shiny                                                       | Win, XONE                                    | [ 416 ] |
| S I E R P I E Ń | 31    | Tahira: Echoes of the Astral Empire                         | Win, Mac, Lin                                | [ 417 ] |
| W R Z E S I E Ń | 1     | Earthlock: Festival of Magic                                | XONE                                         | [ 418 ] |
| W R Z E S I E Ń | 1     | Lumines: Puzzle & Music                                     | iOS, Android                                 | [ 419 ] |
| W R Z E S I E Ń | 1     | One Piece: Burning Blood                                    | Win                                          | [ 420 ] |
| W R Z E S I E Ń | 2     | Redout                                                      | Win, HTC Vive, Oculus Rift                   | [ 421 ] |
| W R Z E S I E Ń | 5     | Mother Russia Bleeds                                        | Win, Mac, Lin                                | [ 422 ] |
| W R Z E S I E Ń | 5     | Space Rangers: Quest                                        | Win                                          | [ 423 ] |
| W R Z E S I E Ń | 6     | Just Sing                                                   | PS4, XONE                                    | [ 424 ] |
| W R Z E S I E Ń | 6     | Star Trek Online                                            | PS4, XONE                                    | [ 425 ] |
| W R Z E S I E Ń | 6     | The Legend of Heroes: Trails of Cold Steel II               | PS3, PSVita                                  | [ 426 ] |
| W R Z E S I E Ń | 7     | Oceanhorn: Monster of Uncharted Seas                        | PS4, XONE                                    | [ 427 ] |
| W R Z E S I E Ń | 7     | Unbox                                                       | Win                                          | [ 428 ] |
| W R Z E S I E Ń | 8     | Phoenix Wright: Ace Attorney - Spirit of Justice            | 3DS                                          | [ 429 ] |
| W R Z E S I E Ń | 8     | Project Highrise                                            | Win, Mac                                     | [ 430 ] |
| W R Z E S I E Ń | 9     | Halcyon 6: Starbase Commander                               | Win                                          | [ 431 ] |
| W R Z E S I E Ń | 9     | Inferno Climber                                             | Win                                          | [ 432 ] |
| W R Z E S I E Ń | 9     | Toxikk                                                      | Win                                          | [ 433 ] |
| W R Z E S I E Ń | 13    | BioShock: The Collection                                    | PS4, XONE                                    | [ 434 ] |
| W R Z E S I E Ń | 13    | Dead Rising                                                 | Win, PS4, XONE                               | [ 435 ] |
| W R Z E S I E Ń | 13    | Dead Rising 2                                               | PS4, XONE                                    | [ 435 ] |
| W R Z E S I E Ń | 13    | Dead Rising Triple Pack                                     | PS4, XONE                                    | [ 435 ] |
| W R Z E S I E Ń | 13    | Feral Rites                                                 | Oculus Rift                                  | [ 436 ] |
| W R Z E S I E Ń | 13    | MeiQ: Labyrinth of Death                                    | PSVita                                       | [ 437 ] |
| W R Z E S I E Ń | 13    | Minecraft: Story Mode Episode 8 – A Journey's End?          | Win, X360, XONE, iOS, Android                | [ 438 ] |
| W R Z E S I E Ń | 13    | Mystery Chronicle: One Way Heroics                          | Win                                          | [ 439 ] |
| W R Z E S I E Ń | 13    | NASCAR Heat Evolution                                       | Win, PS4, XONE                               | [ 440 ] |
| W R Z E S I E Ń | 13    | NHL 17                                                      | PS4, XONE                                    | [ 441 ] |
| W R Z E S I E Ń | 13    | Pac-Man Championship Edition 2                              | Win, PS4, XONE                               | [ 442 ] |
| W R Z E S I E Ń | 13    | Pro Evolution Soccer 2017                                   | Win, PS3, PS4, X360, XONE                    | [ 443 ] |
| W R Z E S I E Ń | 13    | Psycho-Pass: Mandatory Happiness                            | PS4, PSVita                                  | [ 444 ] |
| W R Z E S I E Ń | 13    | ReCore                                                      | Win, XONE                                    | [ 445 ] |
| W R Z E S I E Ń | 13    | Rive                                                        | Win, PS4                                     | [ 446 ] |
| W R Z E S I E Ń | 13    | The Witness                                                 | XONE                                         | [ 447 ] |
| W R Z E S I E Ń | 14    | Avadon 3: The Warborn                                       | Win, Mac                                     | [ 448 ] |
| W R Z E S I E Ń | 14    | Conga Master                                                | Win                                          | [ 449 ] |
| W R Z E S I E Ń | 14    | Event 0                                                     | Win, Mac                                     | [ 450 ] |
| W R Z E S I E Ń | 14    | Minecraft: Story Mode Episode 8 – A Journey's End?          | PS3, PS4                                     | [ 451 ] |
| W R Z E S I E Ń | 15    | BioShock: The Collection                                    | Win                                          | [ 452 ] |
| W R Z E S I E Ń | 15    | Persona 5                                                   | PS3, PS4                                     | [ 453 ] |
| W R Z E S I E Ń | 16    | Diaries of a Spaceport Janitor                              | Win                                          | [ 454 ] |
| W R Z E S I E Ń | 16    | Dragon Quest VII: Fragments of the Forgotten Past           | 3DS                                          | [ 455 ] |
| W R Z E S I E Ń | 20    | Batman: The Telltale Series – Episode 2: Children of Arkham | Win, Mac, PS3, PS4, X360, XONE, iOS, Android | [ 456 ] |
| W R Z E S I E Ń | 20    | Kozacy 3                                                    | Win                                          | [ 457 ] |
| W R Z E S I E Ń | 20    | Dear Esther: Landmark Edition                               | PS4, XONE                                    | [ 458 ] |
| W R Z E S I E Ń | 20    | NBA 2K17                                                    | Win, PS3, PS4, X360, XONE                    | [ 459 ] |
| W R Z E S I E Ń | 20    | Seraph                                                      | Win                                          | [ 460 ] |
| W R Z E S I E Ń | 20    | Shin Megami Tensei IV: Apocalypse                           | 3DS                                          | [ 461 ] |
| W R Z E S I E Ń | 20    | Slain: Back from Hell                                       | PS4                                          | [ 462 ] |
| W R Z E S I E Ń | 20    | Tokyo Twilight Ghost Hunters Daybreak: Special Gigs         | PS3, PS4, PSVita                             | [ 463 ] |
| W R Z E S I E Ń | 20    | The Bunker                                                  | Win, PS4                                     | [ 464 ] |
| W R Z E S I E Ń | 20    | Wheels of Aurelia                                           | Win                                          | [ 465 ] |
| W R Z E S I E Ń | 20    | Zenith                                                      | Win, PS4                                     | [ 466 ] |
| W R Z E S I E Ń | 21    | Firewatch                                                   | XONE                                         | [ 467 ] |
| W R Z E S I E Ń | 21    | Pankapu                                                     | Win                                          | [ 468 ] |
| W R Z E S I E Ń | 21    | Toy Odyssey: The Lost and The Found                         | Win, XONE                                    | [ 469 ] |
| W R Z E S I E Ń | 22    | Klang                                                       | Win                                          | [ 470 ] |
| W R Z E S I E Ń | 22    | Virginia                                                    | Win, PS4, XONE                               | [ 471 ] |
| W R Z E S I E Ń | 23    | Pavilion                                                    | Win                                          | [ 472 ] |
| W R Z E S I E Ń | 23    | Warhammer 40,000: Eternal Crusade                           | Win, Mac, Lin                                | [ 473 ] |
| W R Z E S I E Ń | 24    | The Bunker                                                  | XONE                                         | [ 464 ] |
| W R Z E S I E Ń | 27    | Clustertruck                                                | Win                                          | [ 474 ] |
| W R Z E S I E Ń | 27    | Darkest Dungeon                                             | PS4, PSVita                                  | [ 475 ] |
| W R Z E S I E Ń | 27    | FIFA 17                                                     | Win, PS3, PS4, X360, XONE                    | [ 476 ] |
| W R Z E S I E Ń | 27    | Forza Horizon 3                                             | Win, XONE                                    | [ 477 ] |
| W R Z E S I E Ń | 27    | Gal Gun: Double Peace                                       | Win                                          | [ 478 ] |
| W R Z E S I E Ń | 27    | Hitman: Colorado                                            | Win, PS4, XONE                               | [ 479 ] |
| W R Z E S I E Ń | 27    | King’s Quest: Chapter 4 – Snow Place Like Home              | Win, PS3, PS4, X360, XONE                    | [ 480 ] |
| W R Z E S I E Ń | 27    | Lichtspeer                                                  | Win, Mac, Lin, PS4                           | [ 481 ] |
| W R Z E S I E Ń | 27    | Sonic Boom: Fire & Ice                                      | 3DS                                          | [ 482 ] |
| W R Z E S I E Ń | 27    | XCOM 2                                                      | PS4, XONE                                    | [ 483 ] |
| W R Z E S I E Ń | 29    | Burly Men at Sea                                            | Win, Mac, iOS, Android                       | [ 484 ] |
| W R Z E S I E Ń | 29    | Demon Gaze II                                               | PSVita                                       | [ 485 ] |
| W R Z E S I E Ń | 29    | Hybrid Wars                                                 | Win                                          | [ 486 ] |
| W R Z E S I E Ń | 29    | The Metronomicon                                            | Win, Mac                                     | [ 487 ] |
| W R Z E S I E Ń | 30    | Azure Striker Gunvolt 2                                     | 3DS                                          | [ 488 ] |
| W R Z E S I E Ń | 30    | Masquerada: Songs and Shadows                               | Win                                          | [ 489 ] |
| W R Z E S I E Ń | 30    | Xenoraid                                                    | Win                                          | [ 490 ] |
| W R Z E S I E Ń | 30    | Yo-kai Watch 2                                              | 3DS                                          | [ 491 ] |

### październik – grudzień
| Miesiąc               | Dzień | Tytuł                                                          | Platformy                                    | Źródła  |
| --------------------- | ----- | -------------------------------------------------------------- | -------------------------------------------- | ------- |
| P A Ź D Z I E R N I K | 3     | MegaTagmension Blanc + Neptune VS Zombies                      | Win                                          | [ 492 ] |
| P A Ź D Z I E R N I K | 4     | Aragami                                                        | Win, PS4                                     | [ 493 ] |
| P A Ź D Z I E R N I K | 4     | Atlas Reactor                                                  | Win                                          | [ 494 ] |
| P A Ź D Z I E R N I K | 4     | Necropolis                                                     | PS4, XONE                                    | [ 495 ] |
| P A Ź D Z I E R N I K | 4     | Rocksmith 2014 Edition – Remastered                            | Win, PS4, XONE                               | [ 496 ] |
| P A Ź D Z I E R N I K | 4     | Shu                                                            | Win, PS4                                     | [ 497 ] |
| P A Ź D Z I E R N I K | 4     | Viking Squad                                                   | Win, PS4                                     | [ 498 ] |
| P A Ź D Z I E R N I K | 4     | Warhammer: End Times – Vermintide                              | PS4, XONE                                    | [ 499 ] |
| P A Ź D Z I E R N I K | 5     | Butcher                                                        | Win                                          | [ 500 ] |
| P A Ź D Z I E R N I K | 5     | Slain: Back from Hell                                          | XONE                                         | [ 462 ] |
| P A Ź D Z I E R N I K | 5     | Wheels of Aurelia                                              | PS4, XONE                                    | [ 465 ] |
| P A Ź D Z I E R N I K | 6     | Duke Grabowski: Mighty Swashbuckler!                           | Win, Mac                                     | [ 501 ] |
| P A Ź D Z I E R N I K | 6     | Invisible, Inc.                                                | iOS                                          | [ 502 ] |
| P A Ź D Z I E R N I K | 6     | Syndrome                                                       | Win                                          | [ 503 ] |
| P A Ź D Z I E R N I K | 6     | The Silver Case                                                | Win                                          | [ 504 ] |
| P A Ź D Z I E R N I K | 7     | Beglitched                                                     | Win                                          | [ 505 ] |
| P A Ź D Z I E R N I K | 7     | Five Nights at Freddy’s: Sister Location                       | Win                                          | [ 506 ] |
| P A Ź D Z I E R N I K | 7     | Mafia III                                                      | Win, PS4, XONE                               | [ 507 ] |
| P A Ź D Z I E R N I K | 7     | Paper Mario: Color Splash                                      | WiiU                                         | [ 508 ] |
| P A Ź D Z I E R N I K | 7     | WRC 6                                                          | Win, PS4, XONE                               | [ 509 ] |
| P A Ź D Z I E R N I K | 10    | 100ft Robot Golf                                               | PS4, PlayStation VR                          | [ 510 ] |
| P A Ź D Z I E R N I K | 10    | Clockwork                                                      | Win                                          | [ 511 ] |
| P A Ź D Z I E R N I K | 10    | Thumper                                                        | Win, PS4, PlayStation VR                     | [ 512 ] |
| P A Ź D Z I E R N I K | 11    | Criminal Girls 2: Party Favors                                 | PSVita                                       | [ 513 ] |
| P A Ź D Z I E R N I K | 11    | Dragon Quest Builders                                          | PS4, PSVita                                  | [ 514 ] |
| P A Ź D Z I E R N I K | 11    | Duke Nukem 3D 20th Anniversary Edition World Tour              | Win, PS4, XONE                               | [ 515 ] |
| P A Ź D Z I E R N I K | 11    | Manual Samuel                                                  | PS4                                          | [ 516 ] |
| P A Ź D Z I E R N I K | 11    | Gears of War 4                                                 | Win, XONE                                    | [ 517 ] |
| P A Ź D Z I E R N I K | 11    | Reus                                                           | PS4, XONE                                    | [ 518 ] |
| P A Ź D Z I E R N I K | 11    | Rise of the Tomb Raider: 20 Year Celebration                   | PS4                                          | [ 519 ] |
| P A Ź D Z I E R N I K | 11    | Valkyrie Drive: Bhikkhuni                                      | PSVita                                       | [ 520 ] |
| P A Ź D Z I E R N I K | 11    | WWE 2K17                                                       | PS3, PS4, X360, XONE                         | [ 521 ] |
| P A Ź D Z I E R N I K | 12    | Gonner                                                         | Win, Mac, Lin                                | [ 522 ] |
| P A Ź D Z I E R N I K | 12    | Mantis Burn Racing                                             | Win, PS4, XONE                               | [ 523 ] |
| P A Ź D Z I E R N I K | 13    | Ace Banana                                                     | PlayStation VR                               | [ 524 ] |
| P A Ź D Z I E R N I K | 13    | Batman: Arkham VR                                              | PlayStation VR                               | [ 525 ] |
| P A Ź D Z I E R N I K | 13    | Battlezone VR                                                  | PlayStation VR                               | [ 526 ] |
| P A Ź D Z I E R N I K | 13    | DriveClub VR                                                   | PlayStation VR                               | [ 527 ] |
| P A Ź D Z I E R N I K | 13    | EVE: Gunjack                                                   | PlayStation VR                               | [ 528 ] |
| P A Ź D Z I E R N I K | 13    | Eve: Valkyrie                                                  | PlayStation VR                               | [ 528 ] |
| P A Ź D Z I E R N I K | 13    | Harmonix Music VR                                              | PlayStation VR                               | [ 528 ] |
| P A Ź D Z I E R N I K | 13    | Here They Lie                                                  | PlayStation VR                               | [ 529 ] |
| P A Ź D Z I E R N I K | 13    | Hustle Kings VR                                                | PlayStation VR                               | [ 530 ] |
| P A Ź D Z I E R N I K | 13    | Job Simulator                                                  | PlayStation VR                               | [ 528 ] |
| P A Ź D Z I E R N I K | 13    | Keep Talking and Nobody Explodes                               | PlayStation VR                               | [ 528 ] |
| P A Ź D Z I E R N I K | 13    | Loading Human                                                  | PlayStation VR                               | [ 528 ] |
| P A Ź D Z I E R N I K | 13    | PlayStation VR Worlds                                          | PlayStation VR                               | [ 531 ] |
| P A Ź D Z I E R N I K | 13    | RIGS: Mechanized Combat League                                 | PlayStation VR                               | [ 532 ] |
| P A Ź D Z I E R N I K | 13    | Rez Infinite                                                   | PS4, PlayStation VR                          | [ 533 ] |
| P A Ź D Z I E R N I K | 13    | Shadow Warrior 2                                               | Win                                          | [ 534 ] |
| P A Ź D Z I E R N I K | 13    | SportsBarVR                                                    | PlayStation VR                               | [ 535 ] |
| P A Ź D Z I E R N I K | 13    | SuperHyperCube                                                 | PlayStation VR                               | [ 528 ] |
| P A Ź D Z I E R N I K | 13    | Super Stardust Ultra VR                                        | PlayStation VR                               | [ 530 ] |
| P A Ź D Z I E R N I K | 13    | The Assembly                                                   | PlayStation VR                               | [ 536 ] |
| P A Ź D Z I E R N I K | 13    | Until Dawn: Rush of Blood                                      | PlayStation VR                               | [ 528 ] |
| P A Ź D Z I E R N I K | 13    | Wayward Sky                                                    | PlayStation VR                               | [ 528 ] |
| P A Ź D Z I E R N I K | 13    | World War Toons                                                | PlayStation VR                               | [ 528 ] |
| P A Ź D Z I E R N I K | 14    | DoDonPachi Resurrection                                        | Win                                          | [ 537 ] |
| P A Ź D Z I E R N I K | 14    | Disney Magical World 2                                         | 3DS                                          | [ 538 ] |
| P A Ź D Z I E R N I K | 14    | Farabel                                                        | Win, Mac, Lin                                | [ 539 ] |
| P A Ź D Z I E R N I K | 14    | Manual Samuel                                                  | Win, XONE                                    | [ 516 ] |
| P A Ź D Z I E R N I K | 16    | Skylanders: Imaginators                                        | PS3, PS4, Wii U, X360, XONE                  | [ 540 ] |
| P A Ź D Z I E R N I K | 18    | Batman: Return to Arkham                                       | PS4, XONE                                    | [ 541 ] |
| P A Ź D Z I E R N I K | 18    | Crazy Machines 3                                               | Win                                          | [ 542 ] |
| P A Ź D Z I E R N I K | 18    | Eagle Flight                                                   | Oculus Rift                                  | [ 543 ] |
| P A Ź D Z I E R N I K | 18    | Exist Archive: The Other Side of the Sky                       | PS4, PSVita                                  | [ 544 ] |
| P A Ź D Z I E R N I K | 18    | Mordheim: City of the Damned                                   | PS4, XONE                                    | [ 545 ] |
| P A Ź D Z I E R N I K | 18    | Superdimension Neptune VS Sega Hard Girls                      | PSVita                                       | [ 546 ] |
| P A Ź D Z I E R N I K | 19    | HoPiKo                                                         | PS4, XONE                                    | [ 547 ] |
| P A Ź D Z I E R N I K | 20    | Mad Max                                                        | Mac, Lin                                     | [ 548 ] |
| P A Ź D Z I E R N I K | 20    | Macross Delta Scramble                                         | PSVita                                       | [ 549 ] |
| P A Ź D Z I E R N I K | 20    | Pixel Gear                                                     | PlayStation VR                               | [ 524 ] |
| P A Ź D Z I E R N I K | 21    | Battlefield 1                                                  | Win, PS4, XONE                               | [ 550 ] |
| P A Ź D Z I E R N I K | 21    | Civilization VI                                                | Win                                          | [ 551 ] |
| P A Ź D Z I E R N I K | 21    | Lego Harry Potter Collection                                   | PS4                                          | [ 552 ] |
| P A Ź D Z I E R N I K | 24    | Kim                                                            | Win, Mac                                     | [ 553 ] |
| P A Ź D Z I E R N I K | 24    | My Summer Car                                                  | PC                                           | [ 554 ] |
| P A Ź D Z I E R N I K | 25    | Batman: The Telltale Series – Episode 3: New World Order       | Win, PS4, XONE                               | [ 555 ] |
| P A Ź D Z I E R N I K | 25    | Corpse Party                                                   | 3DS                                          | [ 556 ] |
| P A Ź D Z I E R N I K | 25    | Dragon Ball Xenoverse 2                                        | PS4, XONE                                    | [ 557 ] |
| P A Ź D Z I E R N I K | 25    | Exile’s End                                                    | PS4, PSVita                                  | [ 558 ] |
| P A Ź D Z I E R N I K | 25    | Hide and Shriek                                                | Win                                          | [ 559 ] |
| P A Ź D Z I E R N I K | 25    | Ginger: Beyond the Crystal                                     | Win, PS4, XONE                               | [ 560 ] |
| P A Ź D Z I E R N I K | 25    | Just Dance 2017                                                | Win, PS3, PS4, Wii, WiiU X360, XONE          | [ 561 ] |
| P A Ź D Z I E R N I K | 25    | King’s Quest: Chapter 5 – The Good Knight                      | Win, PS3, PS4, X360, XONE                    | [ 562 ] |
| P A Ź D Z I E R N I K | 25    | Mark McMorris Infinite Air                                     | Win, PS4, XONE                               | [ 563 ] |
| P A Ź D Z I E R N I K | 25    | Tethered                                                       | PlayStation VR                               | [ 564 ] |
| P A Ź D Z I E R N I K | 25    | World of Final Fantasy                                         | PS4, PSVita                                  | [ 565 ] |
| P A Ź D Z I E R N I K | 25    | Yomawari: Night Alone                                          | Win, PSVita                                  | [ 566 ] |
| P A Ź D Z I E R N I K | 26    | Clockwork Empires                                              | Win, Mac                                     | [ 567 ] |
| P A Ź D Z I E R N I K | 27    | Alice VR                                                       | Win, HTC Vive, Oculus Rift                   | [ 568 ] |
| P A Ź D Z I E R N I K | 27    | Berserk                                                        | PS3, PS4, PSVita                             | [ 569 ] |
| P A Ź D Z I E R N I K | 27    | Crows: Burning Edge                                            | PS4                                          | [ 570 ] |
| P A Ź D Z I E R N I K | 27    | Neo Atlas 1469                                                 | PSVita                                       | [ 571 ] |
| P A Ź D Z I E R N I K | 27    | Through the Woods                                              | Win                                          | [ 572 ] |
| P A Ź D Z I E R N I K | 27    | Weeping Doll                                                   | PlayStation VR                               | [ 524 ] |
| P A Ź D Z I E R N I K | 27    | Carmageddon: Max Damage                                        | Win                                          | [ 573 ] |
| P A Ź D Z I E R N I K | 28    | Carnival Games VR                                              | HTC Vive, PlayStation VR                     | [ 574 ] |
| P A Ź D Z I E R N I K | 28    | Dragon Ball Xenoverse 2                                        | Win                                          | [ 557 ] |
| P A Ź D Z I E R N I K | 28    | Titanfall 2                                                    | Win, PS4, XONE                               | [ 575 ] |
| P A Ź D Z I E R N I K | 28    | The Elder Scrolls V: Skyrim – Special Edition                  | Win, PS4, XONE                               | [ 576 ] |
| P A Ź D Z I E R N I K | 31    | Franchise Hockey Manager 3                                     | Win, Mac                                     | [ 577 ] |
| P A Ź D Z I E R N I K | 31    | Hitman: Hokkaido                                               | Win, PS4, XONE                               | [ 578 ] |
| L I S T O P A D       | 1     | BlazBlue: Central Fiction                                      | PS3, PS4                                     | [ 579 ] |
| L I S T O P A D       | 1     | Earth’s Dawn                                                   | PS4, XONE                                    | [ 580 ] |
| L I S T O P A D       | 1     | Owlboy                                                         | Win                                          | [ 581 ] |
| L I S T O P A D       | 1     | Root Letter                                                    | PS4, PSVita                                  | [ 582 ] |
| L I S T O P A D       | 1     | Seraph                                                         | PS4                                          | [ 583 ] |
| L I S T O P A D       | 1     | Super Dungeon Bros                                             | Win, PS4, XONE                               | [ 584 ] |
| L I S T O P A D       | 2     | House of the Dying Sun                                         | Win                                          | [ 585 ] |
| L I S T O P A D       | 3     | Xanadu Next                                                    | Win                                          | [ 586 ] |
| L I S T O P A D       | 4     | Call of Duty 4: Modern Warfare                                 | Win, PS4, XONE                               | [ 587 ] |
| L I S T O P A D       | 4     | Call of Duty: Infinite Warfare                                 | Win, PS4, XONE                               | [ 588 ] |
| L I S T O P A D       | 4     | Call of Duty: Modern Warfare Remastered                        | Win, PS4, XONE                               | [ 589 ] |
| L I S T O P A D       | 4     | Football Manager 2017                                          | Win, Mac, Lin                                | [ 590 ] |
| L I S T O P A D       | 4     | Mario Party: Star Rush                                         | 3DS                                          | [ 591 ] |
| L I S T O P A D       | 4     | Moto Racer 4                                                   | Win, Mac, PS4, XONE                          | [ 592 ] |
| L I S T O P A D       | 7     | The Silver Case                                                | Mac                                          | [ 593 ] |
| L I S T O P A D       | 7     | Trillion: God of Destruction                                   | Win                                          | [ 594 ] |
| L I S T O P A D       | 8     | Cartoon Network: Battle Crashers                               | PS4, XONE, 3DS                               | [ 595 ] |
| L I S T O P A D       | 8     | Eagle Flight                                                   | PlayStation VR                               | [ 543 ] |
| L I S T O P A D       | 8     | Harvest Moon: Skytree Village                                  | 3DS                                          | [ 596 ] |
| L I S T O P A D       | 8     | Lethal VR                                                      | HTC Vive                                     | [ 597 ] |
| L I S T O P A D       | 8     | Robinson: The Journey                                          | PlayStation VR                               | [ 598 ] |
| L I S T O P A D       | 8     | Small Radios, Big Televisions                                  | Win, PS4                                     | [ 599 ] |
| L I S T O P A D       | 8     | Sword Art Online: Hollow Realization                           | PS4, PSVita                                  | [ 600 ] |
| L I S T O P A D       | 8     | Transport Fever                                                | Win                                          | [ 601 ] |
| L I S T O P A D       | 9     | Beholder                                                       | Win, Mac, Lin                                | [ 602 ] |
| L I S T O P A D       | 10    | Fate/Extella: The Umbral Star                                  | PS4, PSVita                                  | [ 603 ] |
| L I S T O P A D       | 10    | Motorsport Manager                                             | Win                                          | [ 604 ] |
| L I S T O P A D       | 10    | Senran Kagura: Bon Appetit! Full Course                        | Win                                          | [ 586 ] |
| L I S T O P A D       | 10    | Tyranny                                                        | Win, Mac, Lin                                | [ 605 ] |
| L I S T O P A D       | 10    | Yesterday Origins                                              | Win, PS4, XONE                               | [ 606 ] |
| L I S T O P A D       | 11    | Candle                                                         | Win, Mac, Lin                                | [ 607 ] |
| L I S T O P A D       | 11    | Dishonored 2                                                   | Win, PS4, XONE                               | [ 608 ] |
| L I S T O P A D       | 15    | Assassin’s Creed: Ezio Collection                              | PS4, XONE                                    | [ 609 ] |
| L I S T O P A D       | 15    | Ittle Dew 2                                                    | Win, PS4, XONE                               | [ 610 ] |
| L I S T O P A D       | 15    | Lantern                                                        | HTC Vive, Oculus Rift                        | [ 611 ] |
| L I S T O P A D       | 15    | Mekazoo                                                        | Win, PS4, XONE                               | [ 612 ] |
| L I S T O P A D       | 15    | Silence                                                        | Win                                          | [ 613 ] |
| L I S T O P A D       | 15    | Watch Dogs 2                                                   | PS4, XONE                                    | [ 614 ] |
| L I S T O P A D       | 16    | RollerCoaster Tycoon World                                     | Win                                          | [ 615 ] |
| L I S T O P A D       | 17    | Islands                                                        | Win                                          | [ 616 ] |
| L I S T O P A D       | 17    | Little Briar Rose                                              | iOS, Android                                 | [ 617 ] |
| L I S T O P A D       | 17    | Planet Coaster                                                 | Win                                          | [ 618 ] |
| L I S T O P A D       | 17    | Shenzhen I/O                                                   | Win, Mac, Lin                                | [ 619 ] |
| L I S T O P A D       | 18    | Killing Floor 2                                                | Win, Lin, PS4                                | [ 620 ] |
| L I S T O P A D       | 18    | Pokémon Sun i Moon                                             | 3DS                                          | [ 621 ] |
| L I S T O P A D       | 18    | Runbow                                                         | Win                                          | [ 622 ] |
| L I S T O P A D       | 22    | The Amnesia Collection                                         | PS4                                          | [ 623 ] |
| L I S T O P A D       | 22    | Batman: The Telltale Series – Episode 4: Guardian of Gotham    | Win, Mac, PS3, PS4, X360, XONE, iOS, Android | [ 624 ] |
| L I S T O P A D       | 22    | Darksiders: Warmastered Edition                                | PS4, XONE                                    | [ 625 ] |
| L I S T O P A D       | 22    | Dragon Ball Fusions                                            | 3DS                                          | [ 626 ] |
| L I S T O P A D       | 22    | Total War: Warhammer                                           | Lin                                          | [ 627 ] |
| L I S T O P A D       | 23    | Samurai Warriors: Sanada Maru                                  | PS3, PS4, PSVita                             | [ 628 ] |
| L I S T O P A D       | 28    | BladeShield                                                    | HTC Vive                                     | [ 629 ] |
| L I S T O P A D       | 29    | Darksiders: Warmastered Edition                                | Win                                          | [ 625 ] |
| L I S T O P A D       | 29    | Steins;Gate 0                                                  | PS4, PSVita                                  | [ 630 ] |
| L I S T O P A D       | 29    | Final Fantasy XV                                               | PS4, XONE                                    | [ 631 ] |
| L I S T O P A D       | 29    | Watch Dogs 2                                                   | Win                                          | [ 632 ] |
| L I S T O P A D       | 30    | Townsmen                                                       | Win                                          | [ 633 ] |
| G R U D Z I E Ń       | 1     | Apollo Justice: Ace Attorney                                   | iOS                                          | [ 634 ] |
| G R U D Z I E Ń       | 1     | Maize                                                          | Win                                          | [ 635 ] |
| G R U D Z I E Ń       | 1     | Rad Rodgers: World One                                         | Win                                          | [ 636 ] |
| G R U D Z I E Ń       | 1     | The Dwarves                                                    | Win, Mac, Lin, PS4, XONE                     | [ 637 ] |
| G R U D Z I E Ń       | 2     | Dungeon Souls                                                  | Win                                          | [ 638 ] |
| G R U D Z I E Ń       | 2     | Furi                                                           | XONE                                         | [ 639 ] |
| G R U D Z I E Ń       | 2     | Little Briar Rose                                              | Win                                          | [ 617 ] |
| G R U D Z I E Ń       | 2     | Steep                                                          | Win, PS4, XONE                               | [ 640 ] |
| G R U D Z I E Ń       | 2     | Super Mario Maker for Nintendo 3DS                             | 3DS                                          | [ 641 ] |
| G R U D Z I E Ń       | 3     | Lara Croft Go                                                  | PS4, PSVita                                  | [ 642 ] |
| G R U D Z I E Ń       | 3     | Let It Die                                                     | PS4                                          | [ 643 ] |
| G R U D Z I E Ń       | 3     | Mother Russia Bleeds                                           | PS4                                          | [ 644 ] |
| G R U D Z I E Ń       | 3     | Ultimate Marvel vs. Capcom 3                                   | PS4                                          | [ 645 ] |
| G R U D Z I E Ń       | 4     | Lara Croft Go                                                  | Win, Mac, Lin                                | [ 642 ] |
| G R U D Z I E Ń       | 6     | Abzû                                                           | XONE                                         | [ 646 ] |
| G R U D Z I E Ń       | 6     | Arizona Sunshine                                               | HTC Vive, Oculus Rift                        | [ 647 ] |
| G R U D Z I E Ń       | 6     | Carnival Games VR                                              | Oculus Rift                                  | [ 648 ] |
| G R U D Z I E Ń       | 6     | Dead and Buried                                                | Oculus Rift                                  | [ 648 ] |
| G R U D Z I E Ń       | 6     | Dead Hungry                                                    | Oculus Rift                                  | [ 648 ] |
| G R U D Z I E Ń       | 6     | Dead Rising 4                                                  | Win, XONE                                    | [ 649 ] |
| G R U D Z I E Ń       | 6     | Dexed                                                          | Oculus Rift                                  | [ 648 ] |
| G R U D Z I E Ń       | 6     | Enigma Sphere                                                  | Oculus Rift                                  | [ 648 ] |
| G R U D Z I E Ń       | 6     | Fantastic Contraption                                          | Oculus Rift                                  | [ 648 ] |
| G R U D Z I E Ń       | 6     | Final Approach                                                 | Oculus Rift                                  | [ 648 ] |
| G R U D Z I E Ń       | 6     | HoloBall                                                       | Oculus Rift                                  | [ 648 ] |
| G R U D Z I E Ń       | 6     | I Expect You To Die                                            | Oculus Rift, PlayStation VR                  | [ 650 ] |
| G R U D Z I E Ń       | 6     | Oculus First Contact                                           | Oculus Rift                                  | [ 648 ] |
| G R U D Z I E Ń       | 6     | Pierhead Arcade                                                | Oculus Rift                                  | [ 648 ] |
| G R U D Z I E Ń       | 6     | Quar: Battle for Gate 18                                       | Oculus Rift                                  | [ 648 ] |
| G R U D Z I E Ń       | 6     | Ripcoil                                                        | Oculus Rift                                  | [ 648 ] |
| G R U D Z I E Ń       | 6     | Shadow Tactics: Blades of the Shogun                           | Win, Mac, Lin                                | [ 651 ] |
| G R U D Z I E Ń       | 6     | Sports Bar VR                                                  | Oculus Rift                                  | [ 648 ] |
| G R U D Z I E Ń       | 6     | The Climb                                                      | Oculus Rift                                  | [ 648 ] |
| G R U D Z I E Ń       | 6     | The Last Guardian                                              | PS4                                          | [ 652 ] |
| G R U D Z I E Ń       | 6     | The Unspoken                                                   | Oculus Rift                                  | [ 653 ] |
| G R U D Z I E Ń       | 6     | VR Sports Challenge                                            | Oculus Rift                                  | [ 653 ] |
| G R U D Z I E Ń       | 6     | Werewolves Within                                              | HTC Vive, Oculus Rift, PlayStation VR        | [ 543 ] |
| G R U D Z I E Ń       | 7     | Bully: Anniversary Edition                                     | iOS, Android                                 | [ 654 ] |
| G R U D Z I E Ń       | 7     | Her Majesty's Spiffing                                         | Win, Mac, Lin, XONE                          | [ 655 ] |
| G R U D Z I E Ń       | 7     | ROM: Extraction                                                | HTC Vive, Oculus Rift                        | [ 656 ] |
| G R U D Z I E Ń       | 8     | Apollo Justice: Ace Attorney                                   | Android                                      | [ 634 ] |
| G R U D Z I E Ń       | 8     | Arcade Saga                                                    | HTC Vive                                     | [ 657 ] |
| G R U D Z I E Ń       | 8     | Nitroplus Blasterz: Heroines Infinite Duel                     | Win                                          | [ 658 ] |
| G R U D Z I E Ń       | 8     | Yakuza 6                                                       | PS4                                          | [ 659 ] |
| G R U D Z I E Ń       | 9     | OneShot                                                        | Win                                          | [ 660 ] |
| G R U D Z I E Ń       | 9     | Starly Girls: Episode Starsia                                  | iOS, Android                                 | [ 661 ] |
| G R U D Z I E Ń       | 12    | Bastion                                                        | XONE                                         | [ 662 ] |
| G R U D Z I E Ń       | 12    | Filthy Lucre                                                   | Win                                          | [ 663 ] |
| G R U D Z I E Ń       | 13    | Batman: The Telltale Series – Episode 5: City of Light         | Win, Mac, PS3, PS4, X360, XONE, iOS, Android | [ 664 ] |
| G R U D Z I E Ń       | 13    | Drive! Drive! Drive!                                           | Win, PS4                                     | [ 665 ] |
| G R U D Z I E Ń       | 13    | Feist                                                          | PS4, XONE                                    | [ 666 ] |
| G R U D Z I E Ń       | 13    | Perfect                                                        | PlayStation VR                               | [ 667 ] |
| G R U D Z I E Ń       | 13    | Stardew Valley                                                 | PS4                                          | [ 668 ] |
| G R U D Z I E Ń       | 13    | The Little Acre                                                | Win, PS4, XONE                               | [ 669 ] |
| G R U D Z I E Ń       | 14    | Guilty Gear Xrd: Revelator                                     | Win                                          | [ 670 ] |
| G R U D Z I E Ń       | 14    | Space Hulk: Deathwing                                          | Win                                          | [ 671 ] |
| G R U D Z I E Ń       | 14    | Stardew Valley                                                 | XONE                                         | [ 668 ] |
| G R U D Z I E Ń       | 15    | Akiba's Beat                                                   | PS4                                          | [ 672 ] |
| G R U D Z I E Ń       | 15    | Botolo                                                         | Win, Mac                                     | [ 673 ] |
| G R U D Z I E Ń       | 15    | SaGa: Scarlet Grace                                            | PSVita                                       | [ 674 ] |
| G R U D Z I E Ń       | 15    | Super Mario Run                                                | iOS                                          | [ 675 ] |
| G R U D Z I E Ń       | 16    | Perfect                                                        | HTC Vive                                     | [ 667 ] |
| G R U D Z I E Ń       | 20    | Eagle Flight                                                   | HTC Vive                                     | [ 543 ] |
| G R U D Z I E Ń       | 20    | Halo Wars: Definitive Edition                                  | Win, XONE                                    | [ 676 ] |
| G R U D Z I E Ń       | 20    | Shantae: Half-Genie Hero                                       | Win, PS4, PSVita, WiiU, XONE                 | [ 677 ] |
| G R U D Z I E Ń       | 20    | The Walking Dead: Season Three – Episode 1 & 2: Ties That Bind | Win, Mac, PS4, XONE, iOS, Android            | [ 678 ] |
| G R U D Z I E Ń       | 20    | Wild Guns Reloaded                                             | PS4                                          | [ 679 ] |
| G R U D Z I E Ń       | 22    | Don Bradman Cricket 17                                         | PS4, XONE                                    | [ 680 ] |
| G R U D Z I E Ń       | 22    | Rollercoaster Dreams                                           | PS4, PlayStation VR                          | [ 681 ] |